# Ksoudatch
Le Ksoudatch (en russe : Ксудач), également connu sous le nom de Vonyuchy Khrebet) est un stratovolcan situé au sud de la péninsule du Kamtchatka, dans l'Extrême-Orient russe. Sa dernière éruption, en 1907, est l'une des plus importantes observées au Kamtchatka.
Le Ksoudatch est situé sur le territoire du parc naturel du Kamtchatka du Sud, l'un des six sites classés en 1996 au Patrimoine mondial de l'Unesco sous le titre de « Volcans du Kamtchatka ».
Le sommet du Ksoudatch est composé de deux caldeiras qui se chevauchent. Deux lacs de cratère, le lac Balshoe et le lac Kraternoe, se sont formés à l'intérieur de ces caldeiras. Ces lacs, avec les sources d'eau chaude et la nature environnante, font du Ksoudatch une destination prisée pour les amateurs de trekking. Dans l'éventualité d'une nouvelle éruption, son éloignement minimise son danger pour l'homme.